# НКЛ-26
Аэросани НКЛ-26 — самоходные боевые сани, которые снабжены двигателем внутреннего сгорания с толкающим воздушным винтом (пропеллером). Это транспортное средство, предназначенное для передвижения по снегу и льду.

## История
Первая конструкция появилась в 1919 году, а к 1930-м годам технологии и конструкторские идеи были доведены до совершенства.
Во время Великой Отечественной войны о производстве, распределении и использовании аэросаней было принято постановление ГКО № 516сс от 19 августа 1941 года. В декабре 1941 и январе 1942 года по документации разработанной под руководством Н. М. Андреева и М. В. Веселовского, строила новые боевые аэросани НКЛ-26 на Московском глиссерном заводе.
Уже в январе 1942 года на льду Ладожского озера аэросани работали по переброске грузов в Ленинград, а боевые аэросани типа НКЛ-26 несли патрулирование и охранение Дороги жизни. На базе транспортных аэросаней НКЛ-6 были разработаны специальные разведывательные аэросани НКЛ-26.
После окончания войны большую часть транспортных аэросаней были переданы для использования в народном хозяйстве. Значительная часть НКЛ-26 и НКЛ-16 была передана Министерству связи РСФСР. Они обслуживали доставку почты на регулярных линиях по рекам Амур, Лена, Обь, Северная Двина, Мезень, Печора и др., где невозможно использование обычных транспортных машин. Производство аэросаней было прекращено в 1959 году.

## Описание
Сани НКЛ-26 имели деревянный корпус, и были вооружены одним пулемётом ДТ (Дегтярев танковый) калибра 7,62 мм на турели, обеспечивающей круговой сектор обстрела. В движение сани приводились авиационным двигателем М-11, аналогичным устанавливаемому на самолёте По-2.

### Корпус

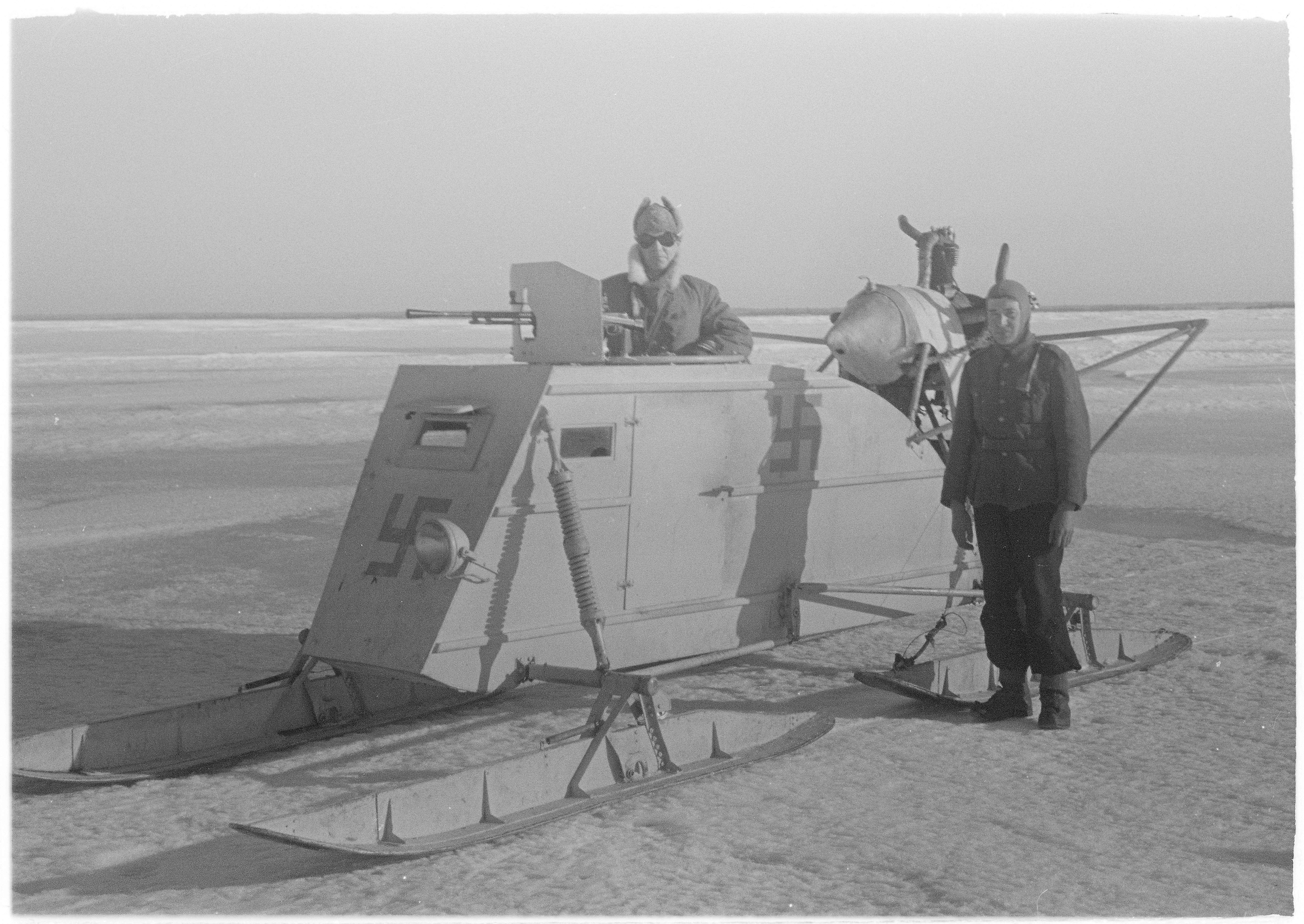

Первые модели были выпущены с деревянным корпусом с четырьмя независимо подвешенными управляемыми лыжами. Каркас собирался из поперечных шпангоутов и продольных стрингеров, а потом обшивался 10-миллиметровой водостойкой фанерой. Сечение корпуса имело вид перевёрнутой трапеции. Его передняя часть защищалась укреплённым под углом в 30° к вертикали броневым щитом — листом противопульной брони толщиной 10 мм. В щите, перед водителем, находился смотровой люк с откидной створкой, в которой выполнена узкая прорезь. Единственная дверь располагалась слева, параллельно сиденью водителя, по бортам имелись два небольших окна из обычного стекла для бокового обзора. В крыше корпуса, над командиром, находилось круглое отверстие, снабжённое усиленной окантовкой. На окантовку закреплялось кольцевое основание, на которое устанавливалась турель для пулемёта типа ДТ калибра 7,62 мм. Турель имела бронированный щиток с фигурным вырезом для пулемёта. Механизм поворота обеспечивал горизонтальный угол обстрела до 300°; 60° приходилось на зону вращающегося воздушного винта. В задней части, за отсеком командира, размещался топливный бак. Ходовая часть аэросаней состояла из четырёх одинаковых по размерам лыж, полуосей и пружинных телескопических амортизационных стоек. Лыжи открытые, Т-образного сечения, взаимозаменяемые. Передняя часть шире, чем задняя, что способствовало уменьшению бокового трения при движении по рыхлому снегу. Изготовлены они из дерева, подошва — из 10-мм фанеры, продольное ребро — из сосновой доски. Крепление — три пары угловых стальных кронштейнов, стойки кабанчика и по концам стальные косынки. Полуоси делали из стальной толстостенной трубы. На внешней стороне, у втулки кабанчика, было приварено ограничительное кольцо и ушки для подсоединения тяги управления и амортизационной стойки. Крепление полуосей к корпусу выполнялось на кварданных сочленениях.

### Управление
Управление аэросанями осуществлялось с помощью рулевого колеса, установленного по оси машины в кабине водителя, через систему тросов и рычагов. При вращении колеса одновременно поворачивались все четыре лыжи, что резко повышало манёвренность. На рулевой трубе размещался барабан для намотки троса. От него трос через направляющие, расположенные на борту и на полу корпуса, тянулся к роликам рычага главного вала. Главный вал был установлен на полу кабины на двух опорах. Для уменьшения усилия на ободе рулевого колеса в систему тросов ввели двойной блок. Для этого на главном валу установили одноплечий рычаг с колонкой роликов на головке. Тросы проходили через блок и качающийся ролик в хвостовой части корпуса. На главном валу снаружи машины закрепили двуплечие сошки, к которым подсоединялись жёсткие трубчатые тяги с вильчатыми резьбовыми наконечниками, соединявшие сошки с полуосями подвески лыж. Для обеспечения одновременного поворота лыж в разные стороны соединение тяг с сошкой главного вала осуществлялось таким образом: правая тяга управления передней лыжей подсоединялась к верхнему ушку сошки, а правая задняя тяга — к её нижнему ушку. С левой же стороны коммутация велась в обратном порядке. Перед водителем находилась приборная доска.

### Мотор
Моторная установка аэросаней НКЛ-26 однотипна и взаимозаменяема с аэросанями НКЛ-16. Двигатель М-11Г имел пять расположенных звездообразно в одной плоскости цилиндров воздушного охлаждения. На двигатель перед установкой на аэросани для запуска с места водителя дополнительно ставили электрический стартёр и генератор. Их место — слева и справа от внешних сторон нижних цилиндров. Двигатель сопрягали ещё с одним агрегатом — подогревателем воздуха на входе в карбюратор. Его установка улучшала работу двигателя при низких температурах, исключая обеднение рабочей смеси, поступающей в цилиндры, и вымерзание всасывающих каналов и карбюратора. Подогреватель воздуха представлял собой кожух, подсоединяемый на фланце к карбюратору. Внутри кожуха проходили выхлопные патрубки двух нижних цилиндров двигателя. При морозах ниже —20° на кожух дополнительно натягивали теплоизолирующий чехол. Двигатель фиксировался на подмоторной раме болтами через амортизирующие и поглощающие вредные вибрации втулки. В нижней части рама заканчивалась двумя вильчатыми проушинами, которыми она крепилась к ушкам силовых узлов корпуса. Спереди к кольцу рамы были приварены ещё две пары ушков — для стяжки упорных подкосов, обеспечивая жёсткость, крепления. Передняя часть мотоустановки снабжалась капотом обтекаемой формы, крепившимся к кольцу моторной рамы. Верхняя часть его откидная, на двух шарнирах. Под ним находились резервный бензиновый и основной масляный баки. Основной топливный бак располагался в задней части корпуса на специальных ложементах, к которым фиксировался стальными лентами. На хвостовик коленчатого вала двигателя, на промежуточной детали — втулке — устанавливался двухлопастный деревянный воздушный винт. Его лопасти по концам и рабочей кромке имели металлическую оковку. Втулка винта посажена на конусный хвостовик коленчатого вала двигателя на шпонке и затянута специальной гайкой. Во избежание самопроизвольного отворачивания она обязательно контрилась проволокой.
Выхлопные патрубки трёх верхних цилиндров индивидуальные, концы трубок имели косые срезы, расположенные по встречному потоку воздуха. За счёт этого при движении аэросаней происходил интенсивный отсос выхлопных газов.

### Безопасность
Для обеспечения безопасности зоны вращения воздушного винта чаще всего применяли защиту в виде металлических трубчатых ограждений, покрытых яркой красной краской. Для безопасного передвижения в ночное или сумеречное время суток, спереди аэросаней устанавливалась одна фара.

## Применение

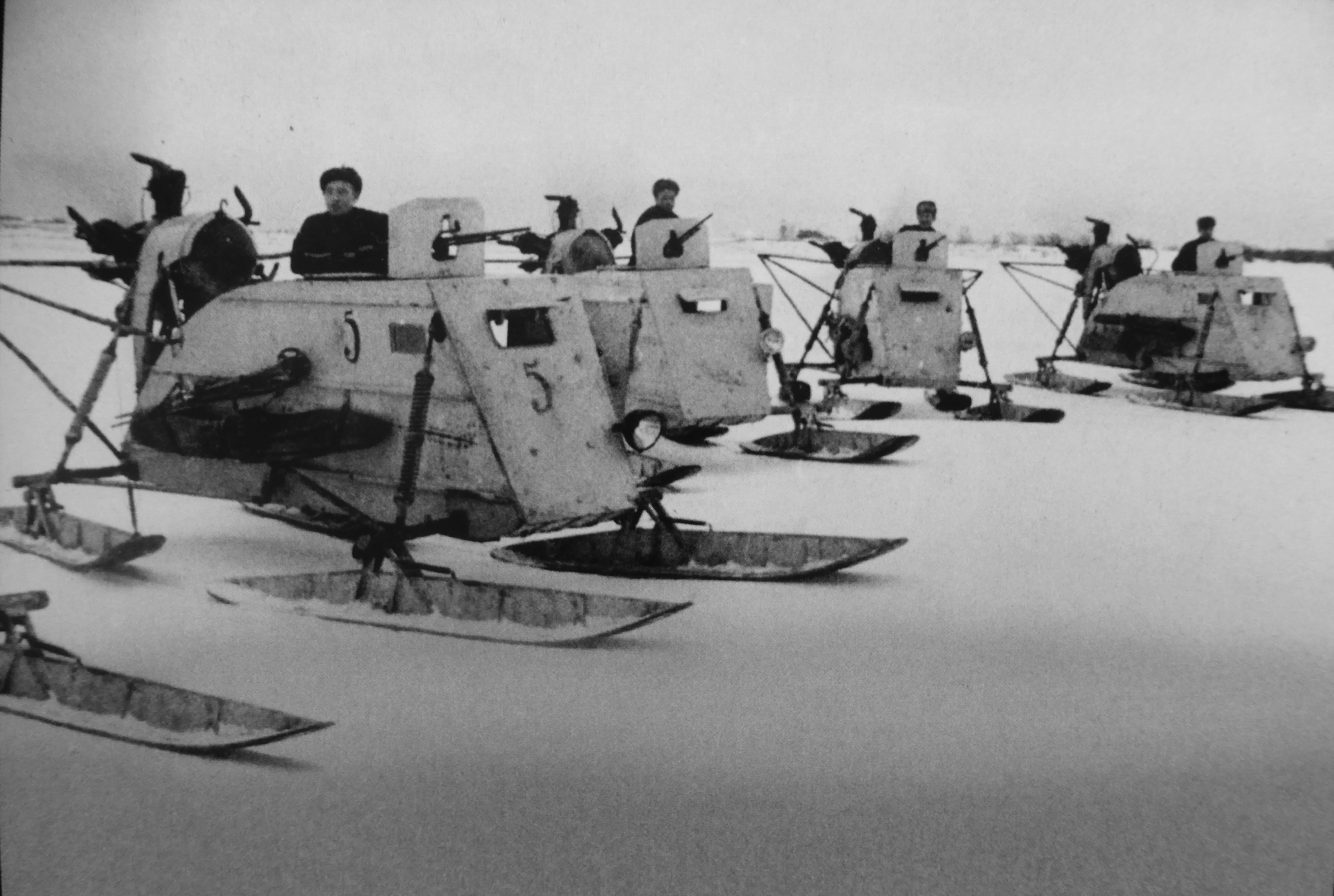
Аэросани НКЛ-26 44-го отдельного аэросанного батальона перед выходом на боевое задание южнее Новгорода в январе 1944 года.

Состояли на вооружении боевых аэросанных батальонов, которые действовали совместно с общевойсковыми частями (главным образом с лыжниками) и выполняли самостоятельно задачи по службе боевого обеспечения — разведка, связь, преследование и прочее. Аэросани НКЛ-26 были рассчитаны на экипаж из двух человек — командира машины, одновременно выполняющего в боевых операциях функции стрелка, и водителя-механика.

## Недостатки
У боевых аэросаней НКЛ-26, в годы активного использования, были выявлены следующие недостатки:
- ограниченность радиуса действий с одной заправкой;
- уязвимость пулёметно-минометным и артиллерийским огнём, что ограничивает возможность для боевых аэросаней вести самостоятельно наступательные действия;
- несовершенство конструкции аэросаней, что затрудняет эксплуатацию и ограничивает их боевое применение

## Конструкция
Представлена габаритная схема, чертежи которой разработал по архивным материалам инженер И. Ювенальев, а выполнили художники К. Коваль и М. Линде. Достаточто подробный список составных элементов предоставлен ниже, в таблице «Компоновочная схема аэросаней НКЛ-26».
| 1. — передняя лыжа, 2. — полуось, 3. — корпус, 4. — фара освещения, 5. — броневой лист, 6. — смотровой лючок, 7. — створка люка с щелевой прорезью, 8. — кольцо турели, 9. — пулемет, 10. — броневой щит на поворотной турели, 11. — основной топливный бак, 12. — заправочная горловина бака, 13. — подкосы моторной рамы, 14. — капот мотоустановки, 15. — резервный топливный бак, 16. — съемный масляный бак, 17. — магнето зажигания, 18. — воздушный винт, 19. — выхлопной патрубок, 20. — двигатель, 21. — подмоторная рама, 22. — стартер, 23. — подогреватель воздуха на входе в карбюратор, 24. — ограждение воздушного винта, 25. — задняя амортизационная стойка, 26. — задняя полуось, 27. — кабанчик лыжи, 28. — тормозной механизм, 29. — задняя лыжа, 30. — аккумуляторная батарея, 31. — тяга управления задняя, 32. — лента крепления бензинового бака, 33. — ложемент бака, 34. — сошка главного вала управления, 35. — тяга управления передняя, 36. — дверь кабины, 37. — амортизационная стойка, 38. — узел крепления полуоси. |

## В компьютерных играх
- В компьютерной игре «Территория смерти» в жанре ужасов используются модели боевой техники — Аэросани НКЛ-26.
- В игре «Вторая Мировая» есть сани НКЛ.
- В модификации Forgotten Hope, для игры Battlefield 1942, на одной из карт находятся аэросани НКЛ-26.
- В танковом симуляторе Panzer Front, при форсировании реки Невы.  В компьютерной игре «Call To Arms: Gates Of Hell» есть миссия «Холодный Ужин» за кампанию СССР, в которой представлены аэросани НКЛ-26.

## Где можно увидеть
Аэросани НКЛ-26 представлены в экспозициях Музея отечественной военной истории в деревне Падиково Истринского района Московской области, Музейного комплекса УГМК военной и гражданской техники в г. Екатеринбург